# Akira Kitaguči
Akira Kitaguči (* 8. březen 1935) je bývalý japonský fotbalista.

## Reprezentace
Akira Kitaguči odehrál 10 reprezentačních utkání. S japonskou reprezentací se zúčastnil letních olympijských her 1956.

## Statistiky
| Japonsko | Japonsko | Japonsko |
| Roky     | Záp.     | Góly     |
| -------- | -------- | -------- |
| 1958     | 3        | 1        |
| 1959     | 7        | 0        |
| Celkem   | 10       | 1        |